# Llista d'aplicacions de Google per Android
La llista de les aplicacions de Google per a Android llista les aplicacions mòbils desenvolupades per Google per al sistema operatiu Android. Totes aquestes aplicacions estan disponibles de franc des de la Google Play Store. Algunes d'aquestes aplicacions poden estar pre-instal·lades en alguns dispositius, depenent del fabricant del dispositiu i la versió d'Android. Algunes d'aquestes aplicacions, com ara el teclat de Google, no són compatibles amb versions anteriors d'Android.
- Accessibility Scanner
- ADK 2012
- AdWords Express
- Android Auto
- Android Device Manager
- Android System WebView
- Androidify
- Android Pay
- Android TV Remote Control
- Android Wear
- Arts & Culture
- Beacon Tools
- Blogger
- Calculadora
- Creative Preview
- Cardboard
- Chrome Beta
- Chrome Dev
- Chrome Remote Desktop
- Documents de Google
- Rejotge
- Cloud Print
- Contactes
- Creative Preview
- Delhi Public Transport
- DoubleClick for Publishers
- Expeditions
- Street Art watch face
- Gmail
- Google+
- Google Admin
- Google AdSense
- Google Allo
- Google Analytics
- Google Apps Device Policy
- Google Authenticator
- Google BraileBack
- ZygoteBody
- Google Calendar
- Google Camera
- Google Cantonese Input
- Google Cast
- Google Classroom
- Google Docs
- Google Drive
- Google Duo
- Google Earth
- Google Edu Device Setup
- Google Fiber
- Google Finance
- Google Fit
- Google Gesture Search
- Google Goggles
- Google Handwriting Input
- Google Hindi Input
- Google I/O 2016
- Google Indic Keyboard
- Google Japanese Input
- Google Keep
- Google Keyboard
- Google Korean Input
- Google Maps
- Google My Business
- Google News & Weather
- Google Now
- Google On
- Google Fotos
- Google Pinyin Input
- Google PDF Viewer
- Google Play Books
- Google Play Developer Console
- Google Play Music
- Google Play Pel·lícules
- Google Play Newsstand
- Google Play Jocs
- Google Play Services (API)
- Google Santa Tracker
- Google Search
- Google Sheets
- Google Slides
- Google Street View
- Google Talkback
- Google Text-to-Speech
- Traductor de Google
- Google Voice
- Google Wallet
- Google Zhuyin Input
- Hangouts
- Hangouts Dialer
- Inbox by Gmail
- Interactive Events
- Intersection Explorer (ajuda als usuaris amb discapacitat visual explorar els seus barris a través de Google Maps)
- Jump Inspector
- Messenger
- MyGlass (l'aplicació per a les Google Glass)
- My Maps
- My Tracks
- Telèfon
- Project Fi
- Snapseed
- Spaces - compartir en grups petits
- Street View en Google Maps
- Who's Down - Spring 2016
- YouTube
- YouTube Creator Studio
- YouTube Kids
- YouTube Gaming

## Descontinuat
- Google Voice (veure Hangouts Dialer)
- Google Currents
- Google Maps Navigation
- Google Voice Search (es va fusionar amb Google Now)
- Quickoffice
- Google Listen
- Google Reader